# LPGA Tour 2013
Navigation
Édition précédente Édition suivante
La LPGA Tour 2013 est la saison du circuit de la LPGA Tour disputée en 2013, elle se tient entre février et novembre 2013 à travers le monde par l'élite du golf féminin. L’événement est organisée par la LPGA dont la plupart des tournois se tiennent aux États-Unis. 

## Calendrier
| Dates             | Tournoi                            | Lieu         | Vainqueur        |
| ----------------- | ---------------------------------- | ------------ | ---------------- |
| 13-17 févr.       | Open d'Australie                   | Australie    | Jiyai Shin       |
| 21-24 févr.       | Honda LPGA Thailand                | Thaïlande    | Inbee Park       |
| 27 févr.-3 mars   | HSBC Women's Champions             | Singapour    | Stacy Lewis      |
| 14-17 mars        | RR Donnelley LPGA Founders Cup     | Arizona      | Stacy Lewis      |
| 21-24 mars        | Kia Classic                        | Californie   | Beatriz Recari   |
| 4-7 avr.          | Kraft Nabisco Championship         | Californie   | Inbee Park       |
| 17-20 avr.        | LPGA Lotte Championship            | Hawaii       | Suzann Pettersen |
| 25-28 avr.        | North Texas LPGA Shootout          | Texas        | Inbee Park       |
| 2-5 mai           | Kingsmill Championship             | Virginie     | Cristie Kerr     |
| 16-19 mai         | Mobile Bay LPGA Classic            | Alabama      | Jennifer Johnson |
| 23-26 mai         | Pure Silk-Bahamas LPGA Classic     | Bahamas      | Ilhee Lee        |
| 31 mai - 2 juin   | ShopRite LPGA Classic              | New Jersey   | Karrie Webb      |
| 6-9 juin          | LPGA Championship                  | New York     | Inbee Park       |
| 21-23 juin        | Championnat P&G Beauty NW Arkansas | Arkansas     | Inbee Park       |
| 27-30 juin        | US Open féminin de golf            | New York     | Inbee Park       |
| 11-14 juil.       | Manulife Financial LPGA Classic    | Ontario      | Hee Young Park   |
| 18-21 juil.       | Marathon Classic                   | Ohio         | Beatriz Recari   |
| 1-4 août          | Open britannique                   | Écosse       | Stacy Lewis      |
| 16-18 août        | Solheim Cup                        | Colorado     | Europe           |
| 22-25 août        | Open féminin du Canada             | Alberta      | Lydia Ko         |
| 29 août - 1 sept. | Safeway Classic                    | Oregon       | Suzann Pettersen |
| 12-15 sept.       | The Evian Championship             | France       | Suzann Pettersen |
| 3-6 oct.          | Reignwood LPGA Classic             | Chine        | Shanshan Feng    |
| 10-13 oct.        | Sime Darby LPGA Malaysia           | Malaisie     | Lexi Thompson    |
| 18-20 oct.        | Championnat de la LPGA Hana Bank   | Corée du Sud | Amy Yang         |
| 24-27 oct.        | Sunrise LPGA Taiwan Championship   | Taïwan       | Suzann Pettersen |
| 8-10 nov.         | Mizuno Classic                     | Japon        | Teresa Lu        |
| 14-17 nov.        | Lorena Ochoa Invitational          | Mexique      | Lexi Thompson    |
| 21-24 nov.        | CME Group Titleholders             | Floride      | Shanshan Feng    |

## Classement final
| Classement | Joueuse          | Pays         | Gains ($) | Tournois joués |
| ---------- | ---------------- | ------------ | --------- | -------------- |
| 1          | Inbee Park       | Corée du Sud | 2,456,619 | 23             |
| 2          | Suzann Pettersen | Norvège      | 2,296,106 | 23             |
| 3          | Stacy Lewis      | États-Unis   | 1,938,868 | 26             |
| 4          | Shanshan Feng    | Chine        | 1,716,657 | 19             |
| 5          | So Yeon Ryu      | Corée du Sud | 1,278,864 | 24             |
| 6          | Lexi Thompson    | États-Unis   | 1,206,109 | 24             |
| 7          | I.K. Kim         | Corée du Sud | 1,125,389 | 23             |
| 8          | Beatriz Recari   | Espagne      | 1,030,614 | 25             |
| 9          | Na Yeon Choi     | Corée du Sud | 929,964   | 24             |
| 10         | Hee Young Park   | Corée du Sud | 848,676   | 26             |